# 继体天皇
继体天皇（日语：／ Keitai Tennō，450年—531年3月10日），是第26代日本天皇（507年3月3日—531年3月10日在位）。
允恭天皇39年，出生于越前国。在位期间正值多事之秋。512年，大伴金村同意割让朝鲜半岛任那四县于百济（交换百济五经博士）。522年，梁朝人司马达等抵日传佛教。527年至528年間磐井之乱（由大連物部麁鹿火鎮壓）。
《古事記》記載繼体天皇壽43歲。《日本書紀》記載繼体天皇25年舊曆2月7日，過世，壽81歲。
《日本書紀》記載继体天皇父彦主人王為應神天皇5世孫。母為垂仁天皇7世孫，振媛（ふりひめ、布利比弥命）。由於史書記載继体天皇不是前任天皇的子嗣，且史書記錄中他和天皇世系的男性直系關係比較遙遠，因此史學界對继体天皇的世系身份有爭議。按照多數史料的記載，他繼任天皇時並非當然的王位繼承人。有史料記載他在繼承前是越國的王或部落領袖，在前任天皇去世後，由權臣大伴金村主導繼位。當代史學界甚至有説法認爲按照現代的朝代概念，继体天皇應該被視爲一個新朝代的創始人（“初代大王”）。
現代研究者認爲继体天皇的繼承權大概在當時也頗有爭議。根據史料記載，他在繼位20年之後才進入政治中心倭國，不久就暴發磐井之乱。继体天皇死後的繼承問題再度引發紛爭，他有三個兒子先後成爲天皇。

## 继体天皇-武寧王關係
隅田八幡神社人物畵像鏡銘文。
癸未年(503年)八月日十大王年男弟王在意柴沙加宮時斯麻念長寿遣開中費直穢人今州利二人等取白上同二百旱作此竟。

## 家族
- 父：彦主人王
- 母：振媛
- 皇后：手白香皇女
- 皇妃：
  - 稚子媛
  - 廣媛
  - 麻績娘子
  - 關媛
  - 倭媛
  - 夷媛
  - 目子媛
- 皇子：
  - 広国押武金日尊（长子，安闲天皇）
  - 小広国押楯尊（第二子，宣化天皇）
  - 天国押波流岐広庭尊（钦明天皇）
- 皇女：
  - 出雲皇女（母稚子媛妃）
  - 神前皇女（母廣媛妃）
  - 茨田皇女（神前皇女同母妹）
  - 馬來田皇女（神前皇女同母妹）
  - 荳角皇女（母麻績娘子妃）
  - 茨田大娘皇女（母關媛妃）
  - 白坂活日姬皇女（茨田大娘皇女同母妹）
  - 小野稚郎皇女（茨田大娘皇女同母妹）
  - 大娘子皇女（母倭媛）
  - 赤姬皇女（大娘子皇女同母妹）
  - 稚綾姬皇女（母夷媛）
  - 圓娘皇女（稚綾姬皇女同母妹）